# Giải thưởng Liên hoan phim quốc tế Hà Nội – Diễn viên nữ chính xuất sắc nhất
Giải thưởng Liên hoan phim quốc tế Hà Nội – Diễn viên nữ chính xuất sắc nhất là một hạng mục trong hệ thống Giải thưởng của Liên hoan phim Quốc tế Hà Nội. Được thành lập vào năm 2010 bởi Cục Điện ảnh thuộc Bộ Văn hóa, Thể thao và Du lịch và Sở Văn hóa - Thể thao thành phố Hà Nội thuộc Ủy ban nhân dân Thành phố Hà Nội phối hợp tổ chức, đến nay, liên hoan phim đã có 5 lần tổ chức.

## Diễn viên giành giải và đề cử
In đậm: diễn viên giành chiến thắng

### Thập niên 2010
| Năm  | Diễn viên                   | Tên phim                                                      | Vai diễn                 | Quốc gia    | Ref   |
| ---- | --------------------------- | ------------------------------------------------------------- | ------------------------ | ----------- | ----- |
| 2010 | Nhật Kim Anh                | Long Thành cầm giả ca (The Musician at the Dragon Citadel)    | Cầm/Gái                  | Việt Nam    | [ 1 ] |
| 2010 | Tiết Khải Kỳ                | Câu lạc bộ chia tay (Break Up Club)                           | Flora                    | Hồng Kông   | [ 1 ] |
| 2012 | Yaning Ying (Doãn Nhã Ninh) | Bài ca của sự im lặng (Song of Silence)                       | Xiao Jing (Tiểu Tịnh)    | Trung Quốc  | [ 2 ] |
| 2014 | Anna Astrakhantseva         | Hai người phụ nữ (Two Women)                                  | Natalya Petrovna Islaeva | Nga         | [ 3 ] |
| 2014 | Thuỳ Anh                    | Đập cánh giữa không trung (Flapping in the Middle of Nowhere) | Huyền                    | Việt Nam    | [ 4 ] |
| 2014 | Dina Tukubayeva             | Nagima                                                        | Nagima                   | Kazakhstan  | [ 4 ] |
| 2016 | Hasmine Killip              | Gia đình (Ordinary Family)                                    | Jane                     | Philippines | [ 5 ] |
| 2016 | Ninh Dương Lan Ngọc         | Trúng số (Jackpot)                                            | Thơm                     | Việt Nam    | [ 6 ] |
| 2016 | Adibah Noor                 | Hạnh phúc căn bản (Fundamentally Happy)                       | Habiba Hj Salam          | Singapore   | [ 6 ] |
| 2018 | Phương Anh Đào              | Nhắm mắt thấy mùa hè (Summer in Closed Eyes)                  | Hạ                       | Việt Nam    | [ 7 ] |
| 2018 | Sareh Bayat                 | Buồng tối (The Dark Room)                                     | Haleh                    | Iran        | [ 8 ] |
| 2018 | Kim Hwan-hee                | Nữ sinh A (Student A)                                         | Jang Mi-rae              | Hàn Quốc    | [ 8 ] |
| 2018 | Ren Komai                   | Danh xưng (The Name)                                          | Shoko                    | Nhật Bản    | [ 8 ] |

### Thập niên 2020
| Năm  | Diễn viên          | Tên phim                                             | Vai diễn         | Quốc gia   | Ref    |
| ---- | ------------------ | ---------------------------------------------------- | ---------------- | ---------- | ------ |
| 2022 | Kiki Sena          | Paloma                                               | Paloma           | Brazil     | [ 9 ]  |
| 2022 | Adina Bazhan       | Nàng Zere (Zere)                                     | Zere             | Kazakhstan | [ 10 ] |
| 2022 | Dorota Pomykała    | Người phụ nữ trên tầng áp mái (Woman on the Roof)    | Mira Napieralska | Ba Lan     | [ 10 ] |
| 2024 | Tiina Tauraite     | Tám cảnh hồ Biwa (8 Views of Lake Biwa)              | Õnne             | Estonia    | [ 11 ] |
| 2024 | Purdey Lombet      | Nhà dột (It's Raining in the House)                  | Purdey           | Bỉ/ Pháp   | [ 12 ] |
| 2024 | Ngọc Xuân          | Ngày xưa có một chuyện tình (Once Upon A Love Story) | Miền             | Việt Nam   | [ 12 ] |
| 2024 | Fereshteh Hosseini | Vỏ bọc (Hard Shell)                                  |                  | Iran       | [ 12 ] |
| 2024 | Hanieh Tavassoli   | Vỏ bọc (Hard Shell)                                  |                  | Iran       | [ 12 ] |